# Lijst van dialecten van de wereld - T
Deze lijst van dialecten is zeker niet compleet en de aanduiding 'dialect' zal voor diverse van de genoemde variëteiten zeker omstreden zijn. De lijst bevat in principe alleen variëteiten die nauwelijks standaardisatie hebben ondergaan. Ze zijn geordend onder een kop die ofwel redelijk adequaat de genoemde subvariëteiten omvat, ofwel de naam is van de standaardtaal die door de dialectsprekers als lingua franca wordt gehanteerd.
Zie voor achtergronden over de schakeringen van de taal-dialectrelatie de lemma's variëteit (taalkunde), taal, dialect, streektaal, standaardtaal, dialectcontinuüm, taalfamilie.

## Tae'
Bua - Noordoost-Luwu - Rongkong - Zuid-Luwu

## Tagal Murut
Alumbis - Maligaans - Pensiangaans Murut - Rundum - Salalir - Sapulot Murut - Sumambu - Tagal - Tawaans - Tolokoson - Tomani

## Tagalog
Bataan - Batangas - Bulacaans - Lubang - Manilla - Marinduque - Tanay-Paete - Tayabas

## Tahaggart Tamahaq
Ghat - Hoggar

## Tagargrent
Ouedghir - Temacin - Tariyit

## Tai Loi
Doi - Tai Loi

## Takia
Megiar - Serang

## Talaud
Arangka'a - Awit - Beo - Dapalaans - Essang - Kaburuang - Lirang - Nenusa-Maingas - Zuid-Karakelong

## Taliabu
Mananga - Mangei - Padang

## Talise
Koo - Malagheti - Moli - Poleo - Talise - Tolo

## Tamasheq
Tadhaq - Timboektoe

## Tamazight
Volgens sommige geleerden is Tamazight een groep talen, en volgens anderen is het maar een groep dialecten. Officieel is het Tamazight echter een taal, en onderstaande termen zijn dus op hun beurt dialecten.
Centraal-Atlas - Zuid-Oran

## Tami
Taemi - Wanam

## Tamil
Adi Dravida - Aiyar - Aiyangar - Arava - Burgandi - Burma Tamil - Harijaans - Hebbar - Kasuva - Kongar - Korava - Korchi - Madrasi - Malaya Tamil - Mandyam Brahmin - Parikala - Pattapu Bhasha - Sanketi - Secunderabad Brahmin - Sri Lanka Tamil - Tamil - Tigalu - Zuid-Afrika Tamil

## Tangale
Biliri - Kaltungo - Shongom - Ture

## Tangga
Anir - Maket - Tanga

## Tarifit
Beni Iznassen - Urrighel

## Taroko
Tekedaya - Teruku - Te'uda

## Tarpia
Sufrai - Tarpia

## Tataars
Midden-Tataars - Oostelijk Tataars - Westelijk Tataars

## Taulil-Butam
Butam - Taulil

## Tawala
Awayama - Bohilai - Kehelala - Labe - Lelehudi - Huhuna - Sideya - Tawala - Yaleba

## Tawallammat Tamajaq
Tawallamat Tan Ataraans - Tawallamat Tan Danag

## Tayart Tamajeq
Air - Tanassfarwat

## Taznatit
Gouara - Touat

## T'boli
Centraal-T'boli - West-T'boli - Zuid-T'boli

## Telugu
Berad - Dasari - Dommara - Golari - Guntur - Kamathi - Komtao - Konda-Reddi - Nellore - Oost-Godaveri - Rayalseema - Salewari - Srikakula - Telangana - Telugu - Vadaga - Vadari - Vishakapatnam

## Teluti
Laha Serani - West-Teluti

## Temiar
Grik - Kenderong - Kenering - Lanoh Kobak - Po-Klo - Sakai Of Plus Korbu - Sungai Piah - Tanjong Rambutaans - Tembe' - Ulu Kinta

## Temuaans
Beduanda - Belanda - Berembun - Mantra - Temuaans - Udai

## Tenggarong Kutai-Maleis
Ancalong Kutai - Noordelijk Kutai - Tenggarong Kutai

## Teop
Losiara - Melilup - Petspets - Taunita - Wainanana

## Teor
Gaur Kristen - Ut

## Tera
Bura Kokura - Nyimatli - Pidlimdi

## Teressa
Bompoka

## Tetun
Noordelijk Tetun - Oostelijk Tetun - Zuidelijk Tetun

## Thao
Brawbaw - Shtafari

## Tho
Cuoi Cham - Mon

## Thurawal
Wadiwadi

## Tidikelt Tamazight
Tidikelt - Tit

## Tidong
Nonukaans - Penchangaans - Sedalir - Sesayap - Sibuku - Tarakaans - Tidung

## Tigak
Centraal Tigak - Eilandtigak - West-Tigak - Zuid-Tigak

## Tigré
Mansa'

## Timor Pidgin
Macaísta - Português de Bidau

## Timugon Murut
Beaufort Murut - Bukau - Dabugus - Kapagalaans - Murut Padaass - Nedermurut - Poros - Sandiwar - Timugon

## Tinputz
Vado - Vado-Vaene' - Vaene' - Vapopeo' - Vapopeo'-Rausaura - Vasui - Vavoehpoa'

## Toala'
Palili' - Toala'

## Tobanga
Moonde - Tobanga

## Toevaans
Centraal Toevaans - Noordoostelijk Toevaans - Tuba-Kizhi - Westelijk Toevaans - Zuidoostelijk Toevaans

## Tolaki
Asera - Konawe - Konio - Laiwui - Mekongga - Norio - Tamboki - Wiwirano

## Tombonuwo
Lingkabau Sugut

## Tombulu
Taratara - Tomohon

## Tondano
Kakas - Remboken - Tondano

## Tonga
Satun

## Tonsea
Airmadidi - Kalabat Atas - Kauditaans - Likupang - Maumbi

## Tontemboaans
Langoaans - Sonder - Tompaso

## Toraja-Sa'Daans
Makale - Rantepao - Toraja Barat

## Toskisch
Arbanasi - Korçë - Syrmisch

## Tringgus
Mbaan - Tringgus

## Trinitario
Javierano - Loreto

## Tsjoevasjisch
Anatri - Virjal

## Tsou
Duhtu - Iimutsu - Luhtu - Tapangu - Tfuea

## Tu
Huzhu - Minhe

## Tuamotuaans
Fangatau - Marangai - Napuka - Rarata - Reao - Tapuhoe - Vahitu

## Tubarão
Masaká

## Tugun
Arwala

## Tukangbesi-Noord
Kaledupa - Wanci

## Tukangbesi-Zuid
Binongko - Tomea

## Tukudede
Keha - Tukudede

## Tulehu
Liang- Tengah-Tengah - Tial - Tulehu

## Tulu
Bellari - Tulu

## Tumak
Motun - Tumak

## Tunjung
Pahu - Tunjung - Tunjung Linggang - Tunjung Londong

## Turkmeens
Anauli - Cawdur - Esari - Goklen - Khasarli - Nerezim - Nokhurli - Salyr - Saryq - Teke - Yomud

## Turks
Danubiaans - Dinler - Edirne - Eskisehir - Gaziantep - Karamanlı - Razgrad - Rumeliaans - Urfa

## Turoyo
`Iwardo - Anhil - Kvarze - Midin - Midyat - Raite

## Tutoh Kenyah
Long Labid - Long Wat - Lugat

## Tuvaluaans
Noord-Tuvaluaans - Zuid-Tuvaluaans

## Tuwali Ifugao
Hapao Ifugao - Hungduaans Ifugao - Lagawe Ifugao

## Twents
Twents-Graafschaps
A · B · C · D · E · F · G · H · I · J · K · L · M · N · O · P · Q · R · S · T · U · V · W · Y · Z